# 西伯利亚棘缘吸虫
西伯利亚棘缘吸虫（学名：Echinoparyphium westsibiricum）为棘口科棘缘属的动物。分布于俄罗斯以及中国大陆的福建、北京等地，营寄生生活，宿主家鸭、家鸡、环颈雉、彩鹬以及寄生于肠。